# Copa del Príncipe de la Corona Saudí 2016-17
La Copa del Príncipe de la Corona Saudí 2016-17 fue la cuadragésima segunda versión de la Copa de Arabia Saudita organizada por la Federación de Fútbol de Arabia Saudita en la cual participaron los equipos de la Liga Profesional Saudí y de la Primera División Saudí. Al-Hilal son los campeones vigentes de la competición.

## Modalidad
La Copa del Príncipe de la Corona Saudí 2016-17 se juega con sistema de eliminación directa, al estilo europeo como la FA Cup en la cual los conjuntos disputan la llave en un partido. Este torneo cuenta con la participación de 30 conjuntos, siendo 14 de la Liga Profesional Saudí y 16 de la Primera División Saudí. El campeón defensor clasifica directamente a la ronda de octavos de final junto con el subcampeón, dejando que se emparejen los restantes 28 equipos en la primera ronda. En este torneo los beneficiados por esta regla son el Al-Hilal (campeón vigente) y el Al-Ahli (subcampeón). A partir de los octavos de final, siguen el orden del cuadro principal.

## Equipos participantes

### Liga Profesional Saudí 2016-17(14)
| Equipo                                                 | Entrenador         | Ciudad      | Estadio                                 | Capacidad | Marca        | Patrocinador Principal |
| ------------------------------------------------------ | ------------------ | ----------- | --------------------------------------- | --------- | ------------ | ---------------------- |
| Al-Ahli (Clasificado directamente a octavos de final)  | Christian Gross    | Yeda        | Ciudad Deportiva Rey Abdullah           | 62.000    | Puma         | Qatar Airways          |
| Al-Batin                                               | Adel Abdelrahman   | Al Majma'ah | Ciudad Deportiva King Salman            | 33.195    | Skillano     |                        |
| Al-Ettifaq                                             | Eelco Schattorie   | Dammam      | Principe Mohamed bin Fahd               | 33.195    | Kappa        | Al-Majdouie Hyundai    |
| Al-Faisaly                                             | Hélio dos Anjos    | Harmah      | Ciudad Deportiva King Salman            | 7.000     | Erreà        | Aldrees                |
| Al-Fateh                                               | Yasser Abdulaleem  | Al-Hasa     | Príncipe Abdullah bin Jalawi            | 27.550    | Romai        | Al-Majdouie Hyundai    |
| Al-Hilal (Clasificado directamente a octavos de final) | Ramón Díaz         | Riad        | Rey Fahd                                | 67.000    | Nike         | Mobily                 |
| Al-Ittihad                                             | José Luis Sierra   | Yeda        | Ciudad Deportiva Rey Abdullah           | 62.000    | Joma         |                        |
| Al-Khaleej                                             | Jalal Qaderi       | Saihat      | Principe Nayef bin Abdul Aziz           | 12.000    | Joma         | Al-Majdouie Hyundai    |
| Al-Nassr                                               | Zoran Mamić        | Riad        | Rey Fahd                                | 67.000    | Saudi Sporta | Mobily                 |
| Al-Qadisiyah                                           | Riadh Belkhir      | Khobar      | Príncipe Abdullah bin Jalawi            | 27.550    | Lotto        | Hokail Dental Clinic   |
| Al-Raed                                                | Nacif Beyaoui      | Buraidá     | Ciudad Deportiva Rey Abdullah (Buraidá) | 25.000    | Hattrick     |                        |
| Al-Shabab                                              | Sami Al-Jaber      | Riad        | Rey Fahd                                | 67.000    | Romai        |                        |
| Al-Taawoun                                             | Constantin Gâlcă   | Buraydah    | Estadio Rey Abdullah SC                 | 25.000    | Joma         | Herfy                  |
| Al-Wehda                                               | Kheïreddine Madoui | La Meca     | Rey Abdul Aziz                          | 33.195    | Erreà        |                        |

### Primera División Saudí(16)
| - Al-Adalh - Al-Feiha - Al-Hazm Rass - Al-Jeel - Al-Nahda - Al-Nojoom | - Al-Orobah - Al-Qaisumah - Al-Shoulla - Al-Tai - Al-Watani | - Damac - Hajer - Najran - Ohod - Weg |

## Primera Fase
La primera fase se realizó entre el 15 al 28 de agosto. Todos los partidos están en el horario local (UTC+03:00).
| Al-Shabab  | 2 - 0          | Al-Nahda     | Rey Fahd                                | Hussein Abu Shahin    | 15 de agosto | 19:10 |
| Al-Ittihad | 3 - 2          | Al-Jeel      | Rey Abdul Aziz                          | Khaled Al-Senani      | 15 de agosto | 20:55 |
| Al-Nassr   | 3 - 0          | Al-Nojoom    | Rey Fahd                                | Abdulrahman Al-Shehri | 16 de agosto | 20:55 |
| Hajer      | 3 - 3 (4:2 p.) | Damac        | Príncipe Abdullah bin Jalawi            | Al-Oraini             | 25 de agosto | 18:50 |
| Al-Shoulla | 0 - 0 (4:5 p.) | Al-Batin     | Al-Shoulla Club Stadium                 | Mohammed Al-Smail     | 25 de agosto | 19:00 |
| Al-Wehda   | 3 - 1          | Al-Qaisumah  | Rey Abdul Aziz                          | Abdullah Al-Awedan    | 25 de agosto | 20:55 |
| Al-Tai     | 0 - 1          | Al-Qadisiyah | Principe Nayef bin Abdul Aziz           | Mohammed Al-Nuhait    | 26 de agosto | 19:20 |
| Najran     | 3 - 0          | Al-Adalh     | Ciudad Deportiva Rey Abdullah (Buraidá) | Abdulrahman Al-Shehri | 26 de agosto | 20:55 |
| Al-Feiha   | 0 - 2          | Al-Raed      | Ciudad Deportiva King Salman            | Mohammed Al-Qarni     | 26 de agosto | 20:55 |
| Al-Watani  | 1 - 0          | Al-Ettifaq   | King Khalid Sport City Stadium          | Sultan Al-Harbi       | 27 de agosto | 19:45 |
| Weg        | 0 - 2          | Al-Faisaly   | Rey Fahd                                | Raed Al-Zahrani       | 27 de agosto | 20:55 |
| Al-Fateh   | 2 - 1          | Ohod         | Príncipe Abdullah bin Jalawi            | Majed Al-Shamrani     | 28 de agosto | 18:50 |
| Al-Khaleej | 1 - 0          | Al-Hazm      | Príncipe Abdullah bin Jalawi            | Hussain Abu Shaheen   | 28 de agosto | 20:55 |
| Al-Orobah  | 2 - 3          | Al-Taawoun   | Al-Oruba Club Stadium                   | Faisal Al-Blwi        | 28 de agosto | 20:55 |

## Fase Final
Los 14 clubes clasificados de esta ronda, se unen a Al-Hilal y a Al-Ahli, para formar el cuadro principal de octavos de final.
|  | Octavos de final | Octavos de final | Octavos de final |            |   | Cuartos de final | Cuartos de final | Cuartos de final |  |   | Semifinales | Semifinales | Semifinales |  |            | Final      | Final | Final |  |
|  |                  |                  |                  |            |   |                  |                  |                  |  |   |             |             |             |  |            |            |       |       |  |
|  |                  |                  |                  |            |   |                  |                  |                  |  |   |             |             |             |  |            |            |       |       |  |
|  | L                | Al-Ahli          | 2                |            |   |                  |                  |                  |  |   |             |             |             |  |            |            |       |       |  |
|  | L                | Al-Ahli          | 2                |            |   |                  |                  |                  |  |   |             |             |             |  |            |            |       |       |  |
|  | V                | Al-Faisaly       | 1                |            |   |                  |                  |                  |  |   |             |             |             |  |            |            |       |       |  |
|  | V                | Al-Faisaly       | 1                |            | V | Al-Ahli          | 6                |                  |  |   |             |             |             |  |            |            |       |       |  |
|  |                  |                  |                  |            | V | Al-Ahli          | 6                |                  |  |   |             |             |             |  |            |            |       |       |  |
|  |                  |                  | L                | Hajer      | 1 |                  |                  |                  |  |   |             |             |             |  |            |            |       |       |  |
|  | L                | Hajer            | L                | Hajer      | 1 | 1                |                  |                  |  |   |             |             |             |  |            |            |       |       |  |
|  | L                | Hajer            |                  |            |   |                  |                  |                  |  |   |             |             |             |  |            |            |       |       |  |
|  | V                | Al-Fateh         | 0                |            |   |                  |                  |                  |  |   |             |             |             |  |            |            |       |       |  |
|  | V                | Al-Fateh         | 0                |            |   |                  |                  |                  |  | V | Al-Ahli     | 2           |             |  |            |            |       |       |  |
|  |                  |                  |                  |            |   |                  |                  |                  |  | V | Al-Ahli     | 2           |             |  |            |            |       |       |  |
|  |                  |                  | L                | Al-Ittihad | 3 |                  |                  |                  |  |   |             |             |             |  |            |            |       |       |  |
|  | L                | Al-Ittihad (p)   | L                | Al-Ittihad | 3 | 1 (8)            |                  |                  |  |   |             |             |             |  |            |            |       |       |  |
|  | L                | Al-Ittihad (p)   |                  |            |   |                  |                  |                  |  |   |             |             |             |  |            |            |       |       |  |
|  | V                | Al-Qadisiyah     | 1 (7)            |            |   |                  |                  |                  |  |   |             |             |             |  |            |            |       |       |  |
|  | V                | Al-Qadisiyah     | 1 (7)            |            | V | Al-Ittihad       | 1                |                  |  |   |             |             |             |  |            |            |       |       |  |
|  |                  |                  |                  |            | V | Al-Ittihad       | 1                |                  |  |   |             |             |             |  |            |            |       |       |  |
|  |                  |                  | L                | Al-Batin   | 0 |                  |                  |                  |  |   |             |             |             |  |            |            |       |       |  |
|  | V                | Al-Batin         | L                | Al-Batin   | 0 | 2                |                  |                  |  |   |             |             |             |  |            |            |       |       |  |
|  | V                | Al-Batin         |                  |            |   |                  |                  |                  |  |   |             |             |             |  |            |            |       |       |  |
|  | L                | Al-Taawoun       | 0                |            |   |                  |                  |                  |  |   |             |             |             |  |            |            |       |       |  |
|  | L                | Al-Taawoun       | 0                |            |   |                  |                  |                  |  |   |             |             |             |  | Al-Ittihad | Al-Ittihad | 1     |       |  |
|  |                  |                  |                  |            |   |                  |                  |                  |  |   |             |             |             |  | Al-Ittihad | Al-Ittihad | 1     |       |  |
|  |                  |                  | Al-Nassr         | Al-Nassr   | 0 |                  |                  |                  |  |   |             |             |             |  |            |            |       |       |  |
|  | V                | Al-Hilal         | Al-Nassr         | Al-Nassr   | 0 | 2                |                  |                  |  |   |             |             |             |  |            |            |       |       |  |
|  | V                | Al-Hilal         |                  |            |   |                  |                  |                  |  |   |             |             |             |  |            |            |       |       |  |
|  | L                | Al-Raed          | 1                |            |   |                  |                  |                  |  |   |             |             |             |  |            |            |       |       |  |
|  | L                | Al-Raed          | 1                |            | L | Al-Hilal         | 2                |                  |  |   |             |             |             |  |            |            |       |       |  |
|  |                  |                  |                  |            | L | Al-Hilal         | 2                |                  |  |   |             |             |             |  |            |            |       |       |  |
|  |                  |                  | V                | Al-Shabab  | 0 |                  |                  |                  |  |   |             |             |             |  |            |            |       |       |  |
|  | V                | Najran           | V                | Al-Shabab  | 0 | 0                |                  |                  |  |   |             |             |             |  |            |            |       |       |  |
|  | V                | Najran           |                  |            |   |                  |                  |                  |  |   |             |             |             |  |            |            |       |       |  |
|  | L                | Al-Shabab        | 6                |            |   |                  |                  |                  |  |   |             |             |             |  |            |            |       |       |  |
|  | L                | Al-Shabab        | 6                |            |   |                  |                  |                  |  | L | Al-Hilal    | 0           |             |  |            |            |       |       |  |
|  |                  |                  |                  |            |   |                  |                  |                  |  | L | Al-Hilal    | 0           |             |  |            |            |       |       |  |
|  |                  |                  | V                | Al-Nassr   | 2 |                  |                  |                  |  |   |             |             |             |  |            |            |       |       |  |
|  | V                | Al-Nassr         | V                | Al-Nassr   | 2 | 3                |                  |                  |  |   |             |             |             |  |            |            |       |       |  |
|  | V                | Al-Nassr         |                  |            |   |                  |                  |                  |  |   |             |             |             |  |            |            |       |       |  |
|  | L                | Al-Watani        | 1                |            |   |                  |                  |                  |  |   |             |             |             |  |            |            |       |       |  |
|  | L                | Al-Watani        | 1                |            | L | Al-Nassr         | 1                |                  |  |   |             |             |             |  |            |            |       |       |  |
|  |                  |                  |                  |            | L | Al-Nassr         | 1                |                  |  |   |             |             |             |  |            |            |       |       |  |
|  |                  |                  | V                | Al-Wehda   | 0 |                  |                  |                  |  |   |             |             |             |  |            |            |       |       |  |
|  | L                | Al-Wehda (p)     | V                | Al-Wehda   | 0 | 1 (4)            |                  |                  |  |   |             |             |             |  |            |            |       |       |  |
|  | L                | Al-Wehda (p)     |                  |            |   |                  |                  |                  |  |   |             |             |             |  |            |            |       |       |  |
|  | V                | Al-Khaleej       | 1 (1)            |            |   |                  |                  |                  |  |   |             |             |             |  |            |            |       |       |  |
|  | V                | Al-Khaleej       | 1 (1)            |            |   |                  |                  |                  |  |   |             |             |             |  |            |            |       |       |  |
|  |                  |                  |                  |            |   |                  |                  |                  |  |   |             |             |             |  |            |            |       |       |  |

Nota: L: Equipo local, V: Equipo visitante.

### Octavos de final
La fase de octavos de final se realizó entre el 26 al 29 de septiembre. Todos los partidos están en el horario local (UTC+03:00).
| Al-Raed    | 1 - 2          | Al-Hilal     | Ciudad Deportiva Rey Abdullah (Buraidá) | Abdulrahman Al-Sultan | 26 de septiembre | 18:35 |
| Al-Shabab  | 6 - 0          | Najran       | Rey Fahd                                | Majed Al-Shamrani     | 27 de septiembre | 18:25 |
| Al-Watani  | 1 - 3          | Al-Nassr     | King Khalid Sport City Stadium          | Shukri Al-Hunfush     | 27 de septiembre | 19:05 |
| Al-Ahli    | 2 - 1          | Al-Faisaly   | King Khalid Sport City Stadium          | Turki Al-Khudhayr     | 27 de septiembre | 20:15 |
| Hajer      | 1 - 0          | Al-Fateh     | Príncipe Abdullah bin Jalawi            | Abdullah Al-Awedan    | 28 de septiembre | 18:15 |
| Al-Ittihad | 1 - 1 (8:7 p.) | Al-Qadisiyah | Ciudad Deportiva Rey Abdullah (Buraidá) | Mishari Al-Mishari    | 28 de septiembre | 20:15 |
| Al-Taawoun | 0 - 2          | Al-Batin     | Ciudad Deportiva Rey Abdullah (Buraidá) | Faisal Al-Blwi        | 29 de septiembre | 18:35 |
| Al-Wehda   | 1 - 1 (4:1 p.) | Al-Khaleej   | Rey Abdul Aziz                          | Khaled Al-Sinany      | 29 de septiembre | 20:15 |

### Cuartos de final
La ronda de cuartos de final se realizó entre el 24 y 25 de octubre. Todos los partidos están en el horario local (UTC+03:00). 
| Al-Batin | 0 - 1 | Al-Ittihad | Al-Batin Club Stadium        | Shukri Al-Hunfush  | 24 de octubre | 18:00 |
| Al-Hilal | 2 - 0 | Al-Shabab  | Rey Fahd                     | Fahad Al-Mirdasi   | 24 de octubre | 20:00 |
| Hajer    | 1 - 6 | Al-Ahli    | Príncipe Abdullah bin Jalawi | Mohammed Al-Nuhait | 25 de octubre | 17:45 |
| Al-Nassr | 1 - 0 | Al-Wehda   | Rey Fahd                     | Khaled Al Teris    | 25 de octubre | 20:00 |

### Semifinales
Las semifinales se jugaron entre el 26 y 27 de diciembre. Todos los partidos están en el horario local (UTC+03:00). 
| Al-Hilal   | 0 - 2 | Al-Nassr | Rey Fahd                                | Turki Alkhudhayr  | 26 de diciembre | 19:50 |
| Al-Ittihad | 3 - 2 | Al-Ahli  | Ciudad Deportiva Rey Abdullah (Buraidá) | Mohammed Al Hoish | 27 de diciembre | 19:50 |

### Final
La final se jugó el 10 de marzo del 2017. El partido está en el horario local (UTC+03:00). 
| Al-Ittihad | 1 - 0 | Al-Nassr | Rey Fahd | Mark Clattenburg | 10 de marzo | 17:35 |